# Carsia anglica
Carsia anglica là một loài bướm đêm trong họ Geometridae.